# Otto Drabek
Otto Drabek (ur. 1894, zm. 27 maja 1947 w Landsberg am Lech) – zbrodniarz hitlerowski, nadzorca w kamieniołomach obozu koncentracyjnego Mauthausen oraz SS-Unterscharführer.
Austriak z pochodzenia, do załogi Mauthausen należał od 1941 do 20 stycznia 1945 oraz od 20 kwietnia 1944 do 5 maja 1945. Pełnił w tym czasie funkcję jednego z głównych nadzorców więźniów pracujących przymusowo w miejscowym kamieniołomie. Drabek często maltretował więźniów.
W procesie załogi Mauthausen-Gusen (US vs. Johann Altfuldisch i inni) przed amerykańskim Trybunałem Wojskowym w Dachau Drabek został skazany na śmierć. Wyrok wykonano przez powieszenie w więzieniu Landsberg 27 maja 1947.